# Züchte Raben…
Züchte Raben… (Originaltitel: Cría Cuervos) ist ein 1975 entstandener Spielfilm von Carlos Saura. Er handelt von einem kleinen Mädchen, das glaubt, mit einem harmlosen Pulver Macht über Leben und Tod zu erlangen. Das Abbild der zerfallenden Bürgersfamilie wurde vielfach als Spiegel der spanischen Gesellschaft zum Ende der autoritären Herrschaft Francos interpretiert.

„Es ist die Geschichte eines Kindes, das besessen ist vom Tod. Oder, was dasselbe ist, besessen ist vom Leben.“

## Handlung
Im Jahre 1995 erinnert sich die erwachsene Ana an ihre Kindheit im Jahre 1975 zurück, als sie acht Jahre alt ist. Zu dieser Zeit ist ihre Familie in Auflösung begriffen. Der Vater Anselmo, ein spanischer Offizier, geht fremd. Die Mutter María bleibt nächtelang wach, um auf seine Rückkehr zu warten, die, vom Mädchen belauscht, in einem heftigen Wortgefecht mündet. Als die Mutter an Krebs erkrankt und unter heftigen Schmerzen stirbt, gibt Ana ihrem Vater die Schuld am Tod der Mutter.
Ana erinnert sich, wie ihr ihre Mutter einst auftrug, eine Dose wegzuwerfen. In leichtfertiger Flunkerei setzte sie hinzu, sie enthalte ein tödliches Gift, obwohl das weiße Pulver in Wahrheit nur harmloses Bikarbonat war. Ohne genau zu wissen warum, hob Ana die Dose auf. Jetzt holt sie das Pulver hervor und schüttet es ihrem Vater ins Glas. Tatsächlich stirbt dieser in der Nacht bei einem Seitensprung mit Amelia an einem Herzinfarkt. Ana glaubt von da an, für den Tod ihres Vaters verantwortlich zu sein und mit dem Pulver die Macht über Leben und Tod in den Händen zu halten.
Die drei Schwestern kommen als Waisen in Obhut der strengen und gefühlskalten Tante Paulina. Nur das Dienstmädchen Rosa gibt ihnen im neuen Heim etwas Wärme. Trotz gelegentlicher Spiele mit ihren Schwestern bleibt Ana im Innersten allein. Irene, die Ältere, interessiert sich bereits für Jungen. Die kleine Maite dagegen ist zu arglos, um etwas von Anas Konflikten zu ahnen. Ana spinnt sich mehr und mehr in ihre eigene Welt ein. Es ist eine Welt, in der sich auch die Kinderspiele um den Tod drehen, in der Ana vom Dach ihres Hauses fliegt und in der sie durch bloße Willensanstrengung ihre Mutter wieder lebendig machen und zu sich holen kann.
Ana ist auch der einzige Bezugspunkt für die stumme Großmutter, die vor alten Fotos im Rollstuhl sitzt, immer dasselbe alte Lied hört und von ihrer Jugend träumt. Als Ana merkt, dass die Großmutter sterben möchte, bietet sie ihr von ihrem geheimen Pulver an. Doch die Großmutter glaubt nicht, anders als ihre Enkelin, an die tödliche Wirkung von Backpulver und weist das Angebot zurück. Stattdessen stirbt Anas Meerschweinchen Roni, das sie im Garten beerdigt.
Bei einem heftigen Streit mit Paulina, die Ana nicht als Ersatz für ihre tote Mutter akzeptieren will, schleudert sie dieser an den Kopf: „Ich will, dass du stirbst!“ Sie schüttet ihr Pulver in ein Glas Milch, das sie der Tante persönlich bringt. Erst nachdem Paulina die Milch bereits getrunken hat, gelingt es ihr zum ersten Mal, Vertrauen zu dem Mädchen aufzubauen. In der Nacht schleicht Ana zur fest schlafenden Paulina und streichelt der scheinbar Toten übers Haar.
Als die Mädchen am nächsten Morgen von der lebendigen Paulina geweckt werden, begreift Ana, dass ihr Pulver seine Magie verloren hat. Es ist der erste Schultag, und die Mädchen müssen früh aus dem Haus. Irene erzählt von einem Alptraum, den sie in der Nacht gehabt hat. Und Ana scheint auf dem Schulweg das erste Mal von ihrer Traumwelt wieder in die Realität eines neuen Lebens einzutreten.

## Filmanalyse

### Titel
„Cría cuervos, y te sacarán los ojos“ (deutsch: „Züchte Raben, und sie werden dir die Augen aushacken“) ist ein spanisches Sprichwort, das sich auf die Undankbarkeit von Kindern oder anderen Personen, derer man sich annimmt, bezieht: Undankbare Personen (Raben) werden dir die Zuwendung, die du ihnen gibst (das Großziehen) damit danken, dass sie dir schaden (die Augen aushacken). Ursprünglich sollte dieser Satz bereits in der Schlussszene von Sauras vorigem Film Cousine Angélica fallen, in der der Falangist Anselmo seinen unbeugsamen Neffen züchtigt. Auch in Züchte Raben… lehnt sich Ana gegen ihre Erzieher auf, wenngleich das „Auskratzen der Augen“ in Form ihres Todespulvers nur in ihrer Phantasie stattfindet.

### Handlungsebenen
Wie auch schon in seinen früheren Filmen, insbesondere in Cousine Angélica, sind ein Hauptthema Sauras die unterschiedlichen Zeitebenen, die im Leben vorhanden sind. In Züchte Raben… webt er Gegenwart und Vergangenheit, Traum und Erinnerung ohne klare Trennlinien ineinander, bis sie in der Lebenswelt der kleinen Ana zu einem Mosaik verschmelzen, in dem magische Elemente wie das Wiedererwecken von Toten oder das Fliegen vom Hausdach mögliche Spielarten der Realität sind.
Am deutlichsten tritt das Ineinandergreifen der verschiedenen Ebenen in der Rolle Geraldine Chaplins zutage. Von einer Szene zur anderen wandelt sie sich von der erwachsenen Ana zur Mutter in Anas Erinnerungen oder von dieser als realer Person zur Traumgestalt, die Ana in ihrer Verlorenheit heraufbeschwört.

### Motive
Wie in den meisten seiner frühen Filme bis zum Ende der 1970er Jahre, die unter der Franco-Diktatur entstanden, dient Saura auch in Züchte Raben… eine zerfallende Bürgerfamilie als Spiegelbild der spanischen Gesellschaft. Saura selbst hat seinen Film allerdings immer als unpolitischer dargestellt, als er in der Öffentlichkeit wahrgenommen wurde. Er glaube nicht an die politische Wirkung von Filmen, und wenn er ein politischer Mensch wäre, hätte er einen anderen Beruf ergriffen.
Auch die stets in Sauras Filme eingebetteten surrealen Elemente haben zumeist sehr konkrete Wurzeln. In Züchte Raben… taucht mehrmals ein symbolkräftig in Szene gesetzter Teller voller Hühnerbeine auf, den Ana im Kühlschrank entdeckt. Saura mokiert sich darüber, dass alle Welt ihn stets nach der Bedeutung dieser Hühnerbeine fragt. Das Bild sei der simplen Tatsache entsprungen, dass Geraldine Chaplin oft einen solchen Teller in ihrem eigenen Kühlschrank aufbewahrte, um daraus Hühnersuppe zu kochen.

### Kindheit
„Ich verstehe nicht, daß es Menschen gibt, die behaupten, daß die Kindheit die glücklichste Zeit des Lebens sei“, lässt Carlos Saura die erwachsene Ana rückblickend sagen. Und er selbst bekräftigt, dass er nicht an ein Paradies der Kindheit glaube, sondern dass ein Kind Ängste und Einsamkeit mindestens ebenso intensiv erlebe wie Freuden.
Obwohl in seinen Filmen immer wieder Anklänge an Sauras eigene Kindheit und den spanischen Bürgerkrieg auftauchen, bei dessen Ende Saura selbst sieben Jahre alt war, wehrt er sich gegen eine autobiografische Interpretation seiner Filme. So entgegnete er auf eine psychologische Studie, die zum Schluss kommt, er selbst sei das Mädchen Ana, dass dies möglicherweise unterbewusst eine Rolle spiele, er aber nicht viel davon halte.

### Improvisation
Bei der Entstehung des Films hielt Carlos Saura nicht starr am ursprünglich geplanten Drehbuch fest. Besonders dem natürlichen Spiel der kindlichen Darsteller ließ er an einigen Stellen freien Lauf, etwa in der Tanzszene der Mädchen oder in der Badeszene Maites. In dieser Szene war das Badewasser zu heiß geraten, und die Darstellerin schreit in ungespielter Panik auf, worauf zu sehen ist, wie die anderen Mädchen lachend zum Filmteam schauen. Obwohl die Szene damit eigentlich geplatzt war, hat Saura sie nicht neu gedreht, weil gerade solche Natürlichkeit schwer nachzuahmen sei. Auch der Traum Irenes am Schluss des Films entstammt einem realen Alptraum der Schauspielerin Conchita Pérez, den sie ihm zwei Tage vor Drehbeginn erzählte. Saura war von der Geschichte so beeindruckt, dass er sie in den Film einbaute.

### Musik
Drei Musikstücke durchziehen als Motive den Film, die stellvertretend für die drei Generationen der Protagonisten stehen:
- Ay, Mari Cruz ist das Lied der Großmutter. Es steht für das traditionelle, franquistische Spanien und wird gesungen von Imperio Argentina, die in den ersten Jahren der Franco-Ära ein großer Star war und auch von Adolf Hitler verehrt wurde. Für die Großmutter, die nur noch in ihrer Erinnerung lebt, ist das Lied ein Anklang an vergangene, glanzvolle Zeiten.
- Canzión y Danzas Nr. 6 von Federico Mompou ist ein getragenes klassisches Klavierstück. Es ist das Lied der Mutter, einer verhinderten Pianistin. Sie hatte es Ana immer wieder vorgespielt, wenn sie in trauriger Stimmung war. Für die erwachsene Ana wird es zur Reminiszenz an ihre Kindheit.
- Porque te vas, gesungen von Jeanette, wurde durch Sauras Film bekannt und in Deutschland sogar ein Nummer-eins-Hit. Es ist das moderne Lied der jungen Mädchen. Trotz des ebenfalls traurigen Textes tanzen sie auf die beschwingte Musik, und am Ende des Films steht es auf ihrem Schulweg am ersten Tag nach den großen Ferien für einen Aufbruch in eine neue Zukunft.

## Entstehungsgeschichte
Züchte Raben… war der erste Film Sauras, der nach vollständig eigenem Drehbuch realisiert wurde. In groben Zügen hatte Saura den Filmstoff schon seit längerem im Hinterkopf, doch endgültig Gestalt nahm er an, als Saura Ana Torrent mit ihrer ernsten und traurigen Ausstrahlung im Film El espíritu de la colmena (deutsch: Der Geist des Bienenstocks) von Víctor Erice entdeckte, in dem die siebenjährige Ana ihre erste Rolle spielte.
Wie in insgesamt neun seiner Filme aus dieser Epoche, übernahm Sauras damalige Lebensgefährtin Geraldine Chaplin die Hauptrolle des Films in einer Doppelrolle als erwachsene Ana und Anas Mutter María. In einem Interview berichtete Chaplin, dass Ana Torrent sie nicht ausstehen konnte und die Szenen zwischen Mutter und Tochter, die eine berührende Intimität ausstrahlen, viel Arbeit erforderten. Conchita Pérez, die Darstellerin der Irene, ist die jüngere Schwester von Sauras zweiter Ehefrau Mercedes Pérez.
Die Dreharbeiten fanden in acht Wochen im Herbst 1975 an Originalschauplätzen statt. Die Villa mit ihrer abblätternden Pracht, in der Anas Familie lebt, hatte Saura gewählt, weil sie seiner eigenen Wohnung in der María Molina gegenüberlag. Zum Zeitpunkt der Dreharbeiten lag der spanische Diktator Francisco Franco im Sterben, und im gesamten Land herrschte Unsicherheit über die künftige Entwicklung. Als Folge dieser Orientierungslosigkeit und nachdem Sauras letzter Film Cousine Angélica in Spanien zu heftigen und teilweise gewalttätigen Auseinandersetzungen geführt hatte, konfiszierten die spanischen Zensurbehörden den Film fast ein halbes Jahr lang ohne konkrete Beanstandungen, ehe er am 26. Januar 1976 im Madrider Conde Duque Theatre seine Premiere feierte.

## Rezeption
Der mit geringem Aufwand gefertigte Film wurde zu Sauras bis dahin größtem Publikumserfolg und zum sechsterfolgreichsten Film in Spanien 1976 mit über einer Million Zuschauern. Auch im Ausland hatte der Film Erfolg, wurde auf Filmfestivals gefeiert und erhielt zahlreiche Preise. Carlos Saura wurde in dieser Zeit zum international bekanntesten Regisseur Spaniens und prägte die Außensicht auf den spanischen Film.
In Deutschland wurden die Filme von Carlos Saura zu dieser Zeit zumeist nur im Fernsehen gezeigt. So hatte auch Züchte Raben… am 3. Dezember 1976 in der ARD seine Deutschlandpremiere. Immerhin gelang dem Film später als erst zweitem Film Sauras noch der Sprung in die deutschen Kinos.
Der italienische Filmregisseur Luigi Comencini bezeichnete Züchte Raben… im Gespräch mit Saura als einen der schönsten Filme, den er in seinem Leben gesehen habe. Sein Film Voltati Eugenio (deutsch: Komm zurück, Kleiner!) verwendet die italienische Adaption von Porque te vas als Leitmotiv und ist eine Hommage an Züchte Raben….

### Kritik
Lexikon des internationalen Films: „Das Bild einer faulen, bis ins Mark erstarrten Madrider Patrizierfamilie als Metapher für die in Zwängen erstickende, innerlich zerfallende spanische Gesellschaft. Von Bitterkeit geprägte, hervorragend inszenierte kritische Gesellschaftsanalyse, atmosphärisch ungeheuer dicht, in der Hauptrolle faszinierend gespielt.“
Dieter E. Zimmer: „Es ist dies der wohl intelligenteste und sensibelste und auch für Nichtspanier zugänglichste Film des einzigen spanischen Regisseurs von Weltgeltung.“

### Auszeichnungen
- Internationale Filmfestspiele von Cannes 1976: Großer Preis der Jury
- CEC Award 1977: Bester Regisseur (Carlos Saura)
- César 1977: Nominiert als bester ausländischer Film
- Association Française de la Critique de Cinéma 1977: Prix Léon Moussinac als bester ausländischer Film
- Golden Globe 1978: Nominiert als bester fremdsprachiger Film
- Premio ACE 1978: Bester Film, bester Regisseur (Carlos Saura), beste Hauptdarstellerin (Geraldine Chaplin), bester Nebendarsteller (Héctor Alterio)